# Hieronymus von Colloredo
Hieronymus Joseph Franz de Paula Graf Colloredo von Wallsee und Melz (ur. 31 maja 1732 w Wiedniu, zm. 20 maja 1812 tamże) – austriacki duchowny rzymskokatolicki, w latach 1772-1812 książę arcybiskup metropolia Salzburga.

## Życiorys
Urodził się w Wiedniu 31 maja 1732, jako drugi syn hrabiego Rudolfa Wenzela Josepha Colloredo von Wallsee und Melza (1706-1788), wysokiego rangą urzędnika cesarskiego. Hieronymus wychowywał się w surowym domu religijnym, a ponieważ jego zdrowie nie pozwalało mu na karierę wojskową, kształcił się w Theresianum, studiował filozofię na Uniwersytecie Wiedeńskim oraz teologię na Collegium Germanicum. Wyświęcony na kapłana 6 lutego 1761. Mianowany 8 maja 1762 biskupem Gurk, przyjął sakrę dzień później z rąk arcybiskupa Sigismunda von Schrattenbacha, arcybiskupa Salzburga.
22 czerwca 1772 został zatwierdzony przez papieża jako arcybiskup Salzburga, wybór ten nie podobał się społeczności miasta ponieważ był niezwykle autokratyczny, a jego dyktatorska postawa czasami wywoływała wrogość kapituły katedralnej i urzędników obywatelskich. 12 grudnia 1801 roku, gdy francuskie wojska pod wodzą Napoleona Bonaparte zbliżyły się do murów miasta, uciekł z Salzburga, by nigdy więcej nie powrócić. W 1803 w trakcie niemieckich mediacji księstwo-arcybiskupstwo zsekularyzowano, kończąc świecką władzę Colloredo. Zmarł 20 maja 1812 pozostając do końca życia ordynariuszem diecezji.
Colloredo został zapamiętany przez historię jako patron i pracodawca Wolfganga Amadeusza Mozarta.